# Alex Webster
Alex Webster (né le 25 octobre 1969 à New York) est un bassiste américain, membre des groupes Cannibal Corpse et Blotted Science. Il est l'un des deux membres d'origine de Cannibal Corpse à faire partie de la formation actuelle, avec le batteur Paul Mazurkiewicz.

## Musicographie
Webster était tout d'abord dans le groupe Beyond Death, avec l'ancien guitariste de Cannibal Corpse, Jack Owen, revenu en 1987. Tous deux ont rencontré Chris Barnes, Bob Rusay et Paul Mazurkiewicz, qui étaient tous dans le groupe Tirant Sin. C'est à lui qu'on attribue le nom du groupe, Cannibal Corpse.

## Un bassiste talentueux
Alex est reconnu comme un excellent bassiste de death metal et de métal en général. Il peut jouer à des vitesses exceptionnelles, et il est l'un des rares bassistes dans l'histoire du death metal à jouer des solos de basse (le plus connu et certainement le meilleur étant à l'ouverture de la légendaire chanson de Cannibal Corpse, Hammer Smashed Face). Il a révélé dans le making-of du DVD The Wretched Spawn qu'il a d'abord commencé par apprendre la guitare mais a changé pour la basse car il sentait qu'il maitrisait mieux l'instrument et plus vite. Il joue sans utiliser de plectre, ce qui était rare  à l'époque pour un bassiste de death metal.
En plus de jouer de la basse, Alex a aussi contribué à l'écriture des paroles et de la musique pour le groupe de nombreuses fois, par exemple pour Fucked With A Knife, Puncture Wound Massacre, I Will Kill You, Unleashing The Bloodthristy et Murder Worship pour ne citer qu'eux.